# Arnhemland

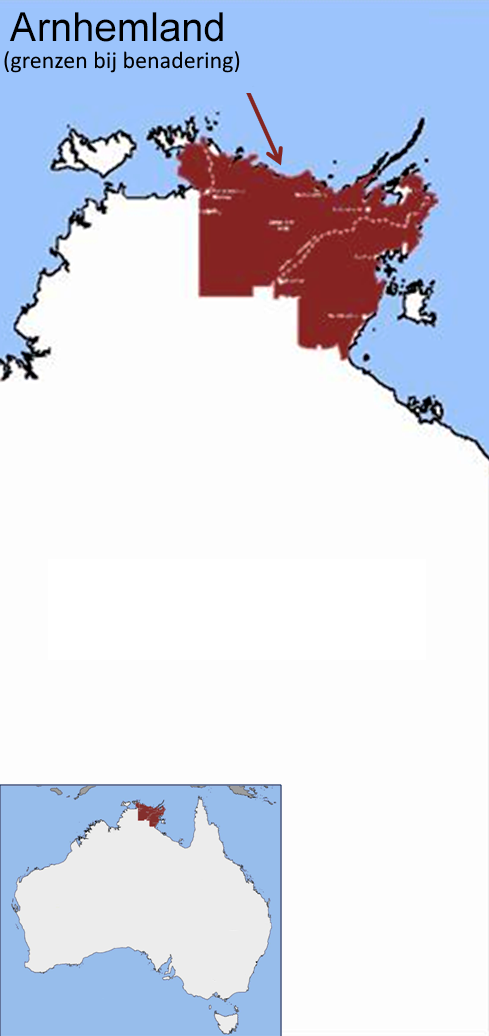

Arnhemland (Engels: Arnhem Land) is een gebied van 97.000 km², in het noordwesten van het Australische Noordelijk Territorium. Het gebied kreeg zijn naam van navigator en cartograaf Matthew Flinders, die het noemde naar het Nederlandse schip De Arnhem, dat in 1623 de kust verkende. Het schip was op zijn beurt weer vernoemd naar de Nederlandse stad Arnhem. 
Het gebied is sinds 1931 een reservaat voor de Aborigines. In dit reservaat wonen de Yolngu, een van de grootste inheemse stammen van Australië. Het gebied wordt nu namens de Aborigines bestuurd door de Northern Land Council, maar werd tot het midden van de jaren 50 bestuurd vanuit de hoofdstad Darwin.
De slangenhalsschildpad Chelodina burrungandjii is endemisch in Arnhemland en komt nergens anders ter wereld voor.

## Kunst en muziek
Arnhemland wordt gezien als de bakermat van de didgeridoo. Takken van eucalyptusbomen die zijn uitgehold door termieten worden door de Yolngu gebruikt als een natuurlijk blaasinstrument. Verder is de streek bekend door de inheemse culturele overleveringen van rotstekeningen, tekeningen op boombast en zandtekeningen.

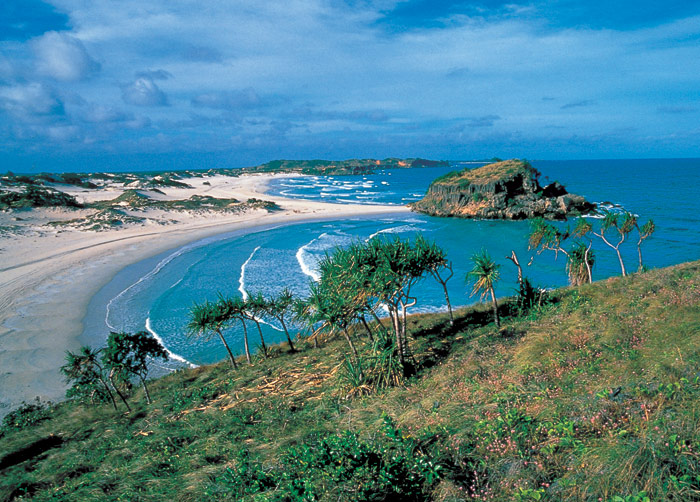
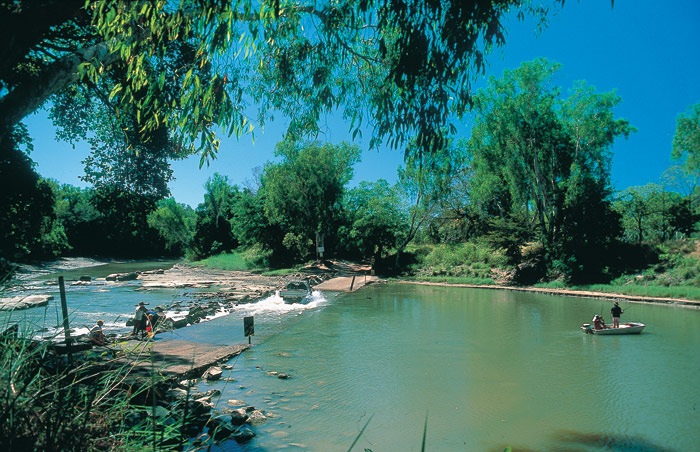
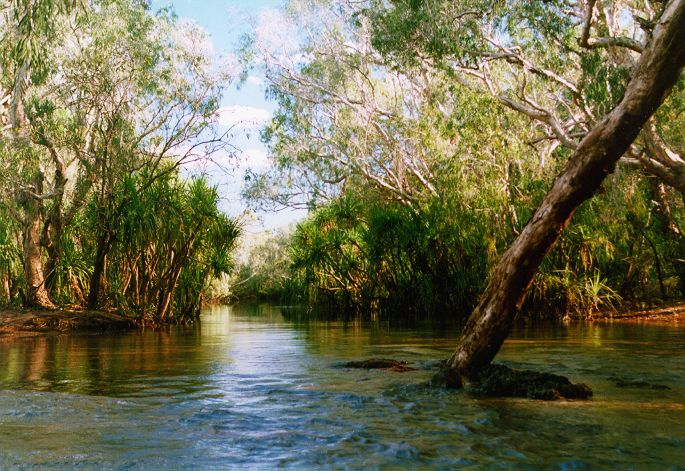